# Lijst van rijksmonumenten in Andelst
De plaats Andelst telt 11 inschrijvingen in het rijksmonumentenregister. Hieronder een overzicht.
| Object                                                                                  | Oorspronkelijke functie? | Bouwjaar                     | Architect            | Locatie                 | Coördinaten?                  | Nr.?   | Afbeelding        |
| --------------------------------------------------------------------------------------- | ------------------------ | ---------------------------- | -------------------- | ----------------------- | ----------------------------- | ------ | ----------------- |
| Toren der hervormde kerk                                                                | Kerk en kerkonderdeel    | ca. 1400                     |                      | Kerkstraat bij 22       | 51° 54' 20" NB, 5° 43' 41" OL | 36729  | Meer afbeeldingen |
| Hervormde Dorpskerk                                                                     | Kerk en kerkonderdeel    | Verscheidene, schip 11e eeuw |                      | Kerkstraat 22           | 51° 54' 20" NB, 5° 43' 41" OL | 36730  | Meer afbeeldingen |
| Goed bewaarde boerderij van het Betuwse type                                            | Boerderij                | midden 19e eeuw              |                      | Kerkstraat 24           | 51° 54' 22" NB, 5° 43' 41" OL | 36731  | Meer afbeeldingen |
| Siervazen van het Huis te Andelst                                                       | Grensafbakening          |                              |                      | Tielsestraat ong.       | 51° 54' 13" NB, 5° 43' 19" OL | 36732  | Meer afbeeldingen |
| Boerderij op T-vormige plattegrond en stal                                              | Boerderij                | 1885 (stal)                  |                      | Waalstraat 14           | 51° 53' 56" NB, 5° 43' 58" OL | 36734  | Meer afbeeldingen |
| Veilingcomplex: Veilingkantoor                                                          | Handel en kantoor        | 1936-1937                    | T. Evers             | Wageningsestraat 33     | 51° 55' 8" NB, 5° 43' 26" OL  | 523890 | Meer afbeeldingen |
| Veilingcomplex: koelhuis                                                                | Opslag                   | 1935                         |                      | Wageningsestraat 35     | 51° 55' 8" NB, 5° 43' 18" OL  | 523891 | Meer afbeeldingen |
| Grenspaal tussen Andelst en Dodewaard                                                   | Grensafbakening          | 1850-1900                    |                      | grens Andelst/Dodewaard | 51° 53' 38" NB, 5° 42' 53" OL | 523896 | Upload foto       |
| Boerderijcomplex: herenboerderij                                                        | Boerderij                | 1891                         | D.N. Tap en J.D. Tap | Tielsestraat 233        | 51° 54' 9" NB, 5° 43' 9" OL   | 523898 | Meer afbeeldingen |
| Boerderijcomplex: schuur gelegen aan de achterzijde van de eerder genoemde vier schuren | Boerderij                | 1909                         |                      | Tielsestraat bij 233    | 51° 54' 9" NB, 5° 43' 9" OL   | 523899 | Meer afbeeldingen |
| Boerderijcomplex: smeedijzeren Inrijhek                                                 | Erfscheiding             | 1891                         |                      | Tielsestraat bij 233    | 51° 53' 57" NB, 5° 43' 10" OL | 523900 | Meer afbeeldingen |